# Seznam dánských králů

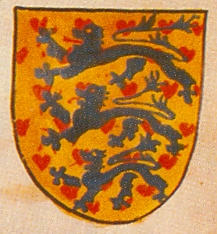
Dánský znak se třemi modrými lvy na iluminaci z roku 1459

Seznam hlav dánského státu přináší přehled všech panovníků, kteří vládli na území dnešního Dánska. Uvedeni jsou mytičtí panovníci, vikinští náčelníci (polegendární i historičtí) i králové (vládci Dánského království, později Kalmarské unie, poté Dánsko-Norska) a knížata (Šlesvicka a Holštýnska).
Všichni panovníci před Gormem Starým jsou pokládáni za napůl historické a napůl výtvor legend – viz seznam legendárních vládců Dánska.

## Jellingská dynastie

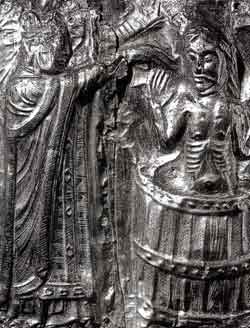
Křest Haralda Modrozuba, (reliéf z 12. století)

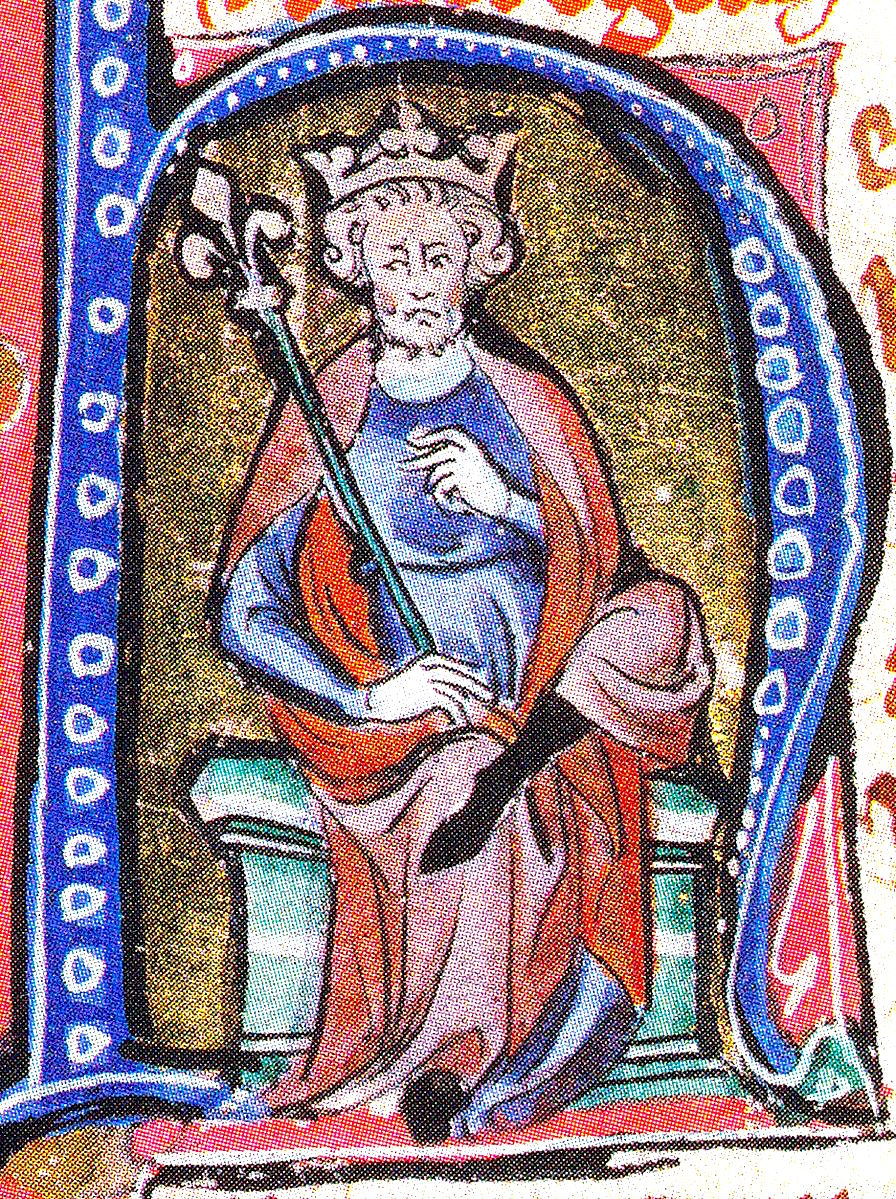
Knut Veliký

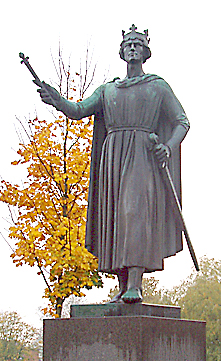
Valdemar I. Veliký

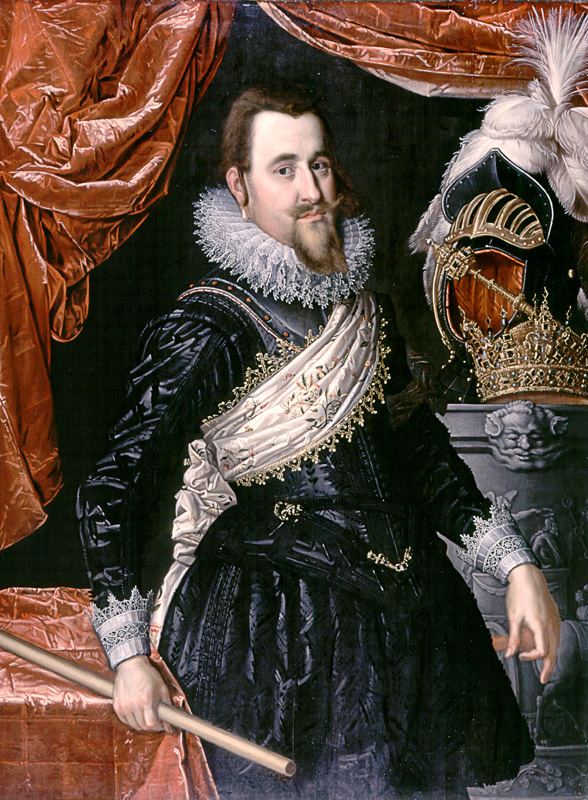
Kristián IV. Dánský

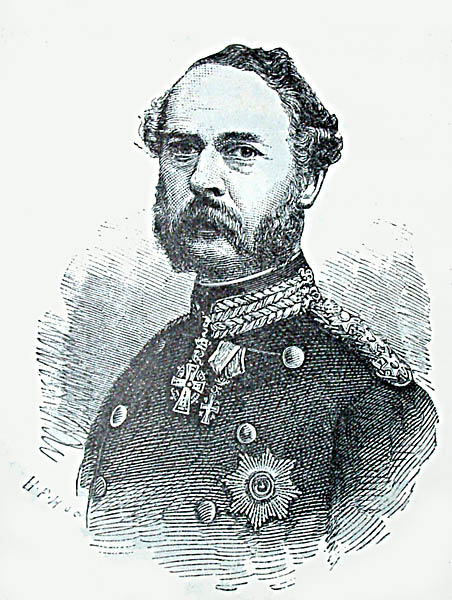
Kristián IX. Dánský

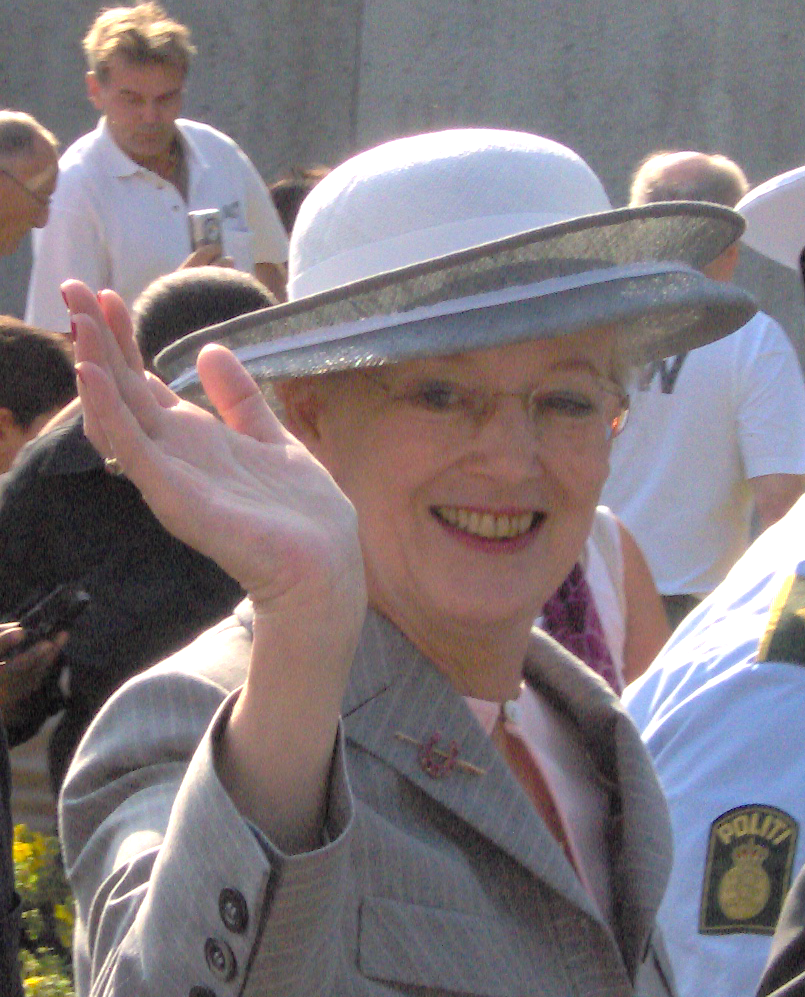
Markéta II.

- Gorm Starý, zmíněn 936; † 958
- Harald I. Modrozub, 958–986
- Sven I. Vidlí vous, 986–1014
- Harald II. Svendsen, 1014–1018
- Knut II. Veliký, 1018–1035
- Knut III. (Hardiknut), 1035–1042

## Ynglingové
- Magnus I. Dobrý, 1042–1047

## Estridsenové
- Sven II. Estridsen, 1047–1076
- Harald III. Hen, 1076–1080
- Knut IV. Svatý, 1080–1086
- Olaf I. Hunger, 1086–1095
- Erik I. Ejegod, 1095–1103
- Niels Dánský, 1104–1134
- Erik II. Emune, 1134–1137
- Erik III. Lam, 1137–1146
- Sven III. Dánský, Knut V. Dánský a Valdemar I., 1146–1157
- Valdemar I. Veliký, 1157–1182
- Knut VI., 1182–1202
- Valdemar II. Vítězný, 1202–1241
- Erik IV. Dánský, 1241–1250
- Abel, 1250–1252
- Kryštof I., 1252–1259
- Erik V. Klipping, 1259–1286
- Erik VI. Menved, 1286–1319
- Kryštof II., 1319–1326 a 1330–1332
- Valdemar III., 1326–1330
- Interregnum 1332–1340
- Valdemar IV. Atterdag, 1340–1375

## Folkungové
- Olaf II. Dánský, 1376–1387

## Estridsenové
- Markéta I. Dánská, 1387–1412

## Dynastie Greifen
- Erik VII. Pomořanský 1412–1439

## Wittelsbachové
- Kryštof III. Bavorský, 1439–1448

## Oldenburkové
- Kristián I. Oldenburský, 1448–1481
- Jan I., 1481–1513
- Kristián II., 1513–1523
- Frederik I., 1523–1533
- Kristián III., 1534–1559
- Frederik II., 1559–1588
- Kristián IV., 1588–1648
- Frederik III., 1648–1670
- Kristián V., 1670–1699
- Frederik IV., 1699–1730
- Kristián VI., 1730–1746
- Frederik V., 1746–1766
- Kristián VII., 1766–1808
- Frederik VI., 1808–1839
- Kristián VIII., 1839–1848
- Frederik VII., 1848–1863

## Glücksburkové
- Kristián IX., 1863–1906
- Frederik VIII., 1906–1912
- Kristián X., 1912–1947
- Frederik IX., 1947–1972
- Markéta II., 1972–2024
- Frederik X., od roku 2024